# .fk
.fk è il dominio di primo livello nazionale assegnato alle Isole Falkland.
È amministrato dalla Falkland Islands Development Corporation (FIDC).
Al 31 dicembre 2021 i domini registrati erano 185.

## Domini di secondo livello
Sono disponibili i seguenti domini di secondo livello:
- .ac.fk
- .co.fk
- .gov.fk
- .net.fk
- .nom.fk
- .org.fk